# David Bowie: Sound and Vision
David Bowie: Sound and Vision — документальный фильм о Дэвиде Боуи, снятый в 2002 году американской телекомпанией A&E для их документального проекта Biography. Впервые он был показан на A&E 4 ноября 2002 года. В следующем году он был выпущен на DVD.
После Cracked Actor (1975), спродюсированного BBC в виде одного из эпизодов сериала Omnibus, а также документальных фильмов Ricochet (1984) и David Bowie: Black Tie White Noise (1993), профинансированных музыкантом самостоятельно, этот проект стал четвёртым официальным музыкальным документальным фильмом, посвящённым Дэвиду Боуи. Хотя в форматах трёх предыдущих фильмов есть серьёзные различия, их общей чертой является то, что они сосредоточены на жизни артиста периода съёмок; в свою очередь, David Bowie: Sound and Vision был первой полноценной (момент выхода) ретроспективной биографией музыканта. Фильм был выпущен в 2002 году, когда Боуи заканчивал альбом Heathen.

## Предыстория
Biography — американский документальный телесериал и медиа-франшиза, созданная в начале 1960-х годов Дэвидом Вольпером. В каждом выпуске рассказывается о жизни известного человека с повествованием, интервью на камеру, фотографиями и видеоматериалами. Первоначально шоу транслировалось по подписке: в 1962—1964 годах, на CBS в 1979 году, на A&E с 1987 года. В 2002 году был показан эпизод о Дэвиде Боуи, который только что закончил альбом Heathen и готовился к его выпуску. Хотя Боуи никоим образом не принимал участия в документальном фильме, он одобрил программу, а его жена Иман и многие из его друзей и сотрудников записали интервью. Рассказчиком выступил валлийский актёр Джонатан Прайс, сценарий написал режиссёр Рик Халл. Годом позже программа была выпущена на DVD отдельным релизом, без упоминания Biography.
Фильм David Bowie: Sound & Vision охватывает жизнь Боуи с момента его рождения в 1947 году — по 2002 год. Он включает отрывки из интервью, снятые в разные периоды карьеры музыканта, от интервью с его группой The Manish Boys (когда его ещё звали Дэвид Джонс) в 1964 году до интервью, записанного в 1999 году во время выхода альбома ‘hours…’. Также присутствуют отрывки из концертных выступлений, музыкальных клипов и киноработ Боуи. В интервью приняли участие друзья детства, музыкальные соратники и продюсеры артиста.

## Отзывы
В 2019 году рецензент из Albumism писал о фильме следующее «Подробный учебник для новичков о становлении карьеры великого, ныне покойного, Боуи и его храбрых, смелых перевоплощениях, которые определили его музыкальный репертуар и публичный образ после релиза альбома „Heathen“». В свою очередь Николас Пегг, автор книги «The Complete David Bowie», отмечал: «Несмотря на несколько пробелов и неточностей, это хороший и основательный рассказ о карьере Боуи» с «изобилием редких архивных материалов».

## Переиздание
DVD был переиздан в 2013 году с обновлённым звуком Dolby Digital 5.1.

## Содержание
Выпуск DVD состоит из десяти проименованных глав, которые были поделены рекламными паузами во время телетрансляции. Специально для документального фильма были сняты новые интервью со всеми действующими лицами, кроме Боуи. Интервью с Боуи представляют собой архивные кадры из следующих источников (там где они идентифицированы):
- Дэви Джонс с группой The Manish Boys на BBC Tonight with Cliff Michelmore (1964)[8].
- Дэвид Боуи, BBC Nationwide, репортаж Бернарда Фалька (5 июня 1973 года)[9].
- Интервью Дэвида Боуи из фильма Cracked Actor Алана Йентоба (26 января 1975 года)[10].
- Интервью Дэвида Боуи Алану Йентобу для шоу BBC Arena[англ.] (1978)[11].
- Неидентефицированное интервью Дэвида Боуи периода Earthling (1997).
- Интервью Дэвида Боуи Тиму Райсу для шоу BBC Friday Night, Saturday Morning[англ.] (10 октября 1980 года)[12].
- Неопознанное интервью Дэвида Боуи периода Let’s Dance (1983).
- Дэвид Боуи беседует с Джереми Паксманом в программе BBC Newsnight[англ.] (1999)[13].

| Глава      | Название                              | Время | Период      | Музыка | Участники интервью |
| ---------- | ------------------------------------- | ----- | ----------- | --- | --- |
| 1          | David R. Jones turns into David Bowie | 11.25 | Intro       | - «Fame ’90» (только музыка) | - Историк телевидения Дэвид Уайлд - Певица и хореографТони Бэзил - Модель и актриса Иман - Продюсер Тони Висконти - Музыканты Моби и Трент Резнор                                       |
| 1          | David R. Jones turns into David Bowie | 11.25 | 1947-1966   | - «Ziggy Stardust» из альбома Ziggy Stardust: The Motion Picture - «Young Americans» (только музыка) | - Боуи: Tonight (1964); интервью периода Earthling (1997); Newsnight (1999) - Тони Висконти - Друзья Боуи Джефф Маккормак и Джордж Андервуд - Школьный учитель Боуи — Оуэн Фрэмптон     |
| 2          | Major Tom                             | 7:50  | 1966 — 1969 | - Музыка «Space Oddity». Также отрывок из оригинального клипа «Space Oddity», представленного в фильме Love You till Tuesday. | - Тони Висконти, Джефф Маккормак, Джордж Андервуд - Фотограф Мик Рок - Музыкант Игги Поп - Актёр Эрик Айдл                                                                              |
| 3          | Changes                               | 7:17  | 1969 — 1972 | - «I’m Waiting for the Man» в исполнении Дэвида Боуи и группы The Hype, видеокадры 1970 года - «Changes» (только музыка) | - Боуи: Newsnight (1999) - Тони Висконти, Джефф Маккормак, Мик Рок, Игги Поп, Эрик Айдл                                                                                                 |
| 4          | Ziggy Stardust                        | 10:04 | 1972 — 1973 | - «Ziggy Stardust», «Suffragette City», «Changes» из Ziggy Stardust: The Motion Picture | - Боуи: Nationwide (1973); интервью периода Earthling (1997) - Тони Висконти, Мик Рок, Моби - Музыкант Майк Горсон - Дизайнер модной одежды Александр Маккуин                           |
| 5          | Rebel Rebel                           | 6:50  | 1973 — 1974 | - «Rebel Rebel» из передачи Top Top | - Боуи: Cracked Actor (1975) - Тони Бэзил, Тони Висконти, Мик Рок, Майк Гарсон - Музыкант Карлос Аломар - Певица Робин Кларк - Продюсер Брайан Ино                                      |
| 6          | Fame                                  | 9:50  | 1974 — 1976 | - «Young Americans» (только музыка) - «Fame» (только музыка) - «Golden Years» (только музыка) - «“Heroes”» (только музыка) | - Боуи: Cracked Actor (1975); Arena (1978) - Тони Висконти, Игги Поп, Карлос Аломар, Робин Кларк - Режиссёр Алан Йентоб - Актёры Том Конти и Кэнди Кларк                                |
| 7          | Ashes To Ashes                        | 11:35 | 1977 — 1983 | - «Subterraneans» (только музыка) - «“Heroes”» (музыкальное видео) - «Peace on Earth/Little Drummer Boy» исполнение на телевидении с Бингом Кросби - «Ashes to Ashes» (музыкальное видео); - «Modern Love» (только музыка) | - Боуи: Friday Night, Saturday Morning (1980) - Дэвид Уайлд, Тони Висконти, Игги Поп, Эрик Айдл, Карлос Аломар, Робин Кларк, Брайан Ино, Том Конти - Клипмейкер и режиссёр Дэвид Маллет |
| 8          | Let’s Dance                           | 8:17  | 1983 — 1987 | - «Let’s Dance» (музыкальное видео) - «China Girl» (музыкальное видео) - «Modern Love» (music video); «Blue Jean» (музыкальное видео) - «“Heroes”» выступление на Live Aid - «Dancing in the Street» (with Mick Jagger) (музыкальное видео) - «Absolute Beginners» (только музыка) - «Day-In Day-Out» из концерта Glass Spider | - Боуи: интервью периода Let’s Dance (1983); интервью периода Earthling (1997) - Дэвид Уайлд, Эрик Айдл, Карлос Аломар - Музыкант и продюсер Найл Роджерс                               |
| 9          | Tin Machine                           | 7:44  | 1988 — 1999 | - «Tin Machine» (музыкальное видео) - «Jump They Say» (музыкальное видео) - A Small Plot of Land? (с кадрами из с «The Hearts Filthy Lesson») - «Little Wonder» (музыкальное видео); | - Дэвид Уайлд, Иман, Трент Резнор, Мик Рок, Эрик Айдл, Брайан Ино, Найл Роджерс - Художник Джефф Кунс                                                                                   |
| 10         | Slow Burn                             | 6:42  | 2000 — 2002 | - «Slow Burn» (музыкальное видео) - «Suffragette City» из альбома Ziggy Stardust: The Motion Picture - «Changes» (только музыка) | - Боуи: Newsnight (1999); интервью периода Earthling (1997) - Дэвид Уайлд, Иман, Моби, Трент Резнор, Тони Висконти, Мик Рок, Карлос Аломар, Робин Кларк, Александр Маккуин, Джефф Кунс  |
| Примечания |                                       |       |             | | |